# Kshanam
Pour plus de détails, voir Fiche technique et Distribution.
Kshanam (క్షణం) est un thriller du cinéma télougou, réalisé en 2016, par Ravikanth Perepu (en). Le film met en vedette Adivi Sesh (en), Adah Sharma, Anasuya Bharadwaj, Vennela Kishore (en), Satyam Rajesh (en) et Satyadev Kancharana (en).

## Synopsis
Rishi retourne en Inde pour aider son ex-femme à retrouver sa fille qui a été kidnappée.

## Fiche technique
Sauf indication contraire, les informations mentionnées dans cette section peuvent être confirmées par la base de données cinématographiques IMDb,  présente dans la section « Liens externes ».
- Titre : Kshanam
- Titre original : క్షణం
- Réalisation : Ravikanth Perepu (en)
- Scénario : Adivi Sesh (en) et Ravikanth Perepu
- Musique : Sricharan Pakala
- Photographie : Shaneil Deo
- Montage : Ravikanth Perepu et Arjun Shastri
- Production : Kavin Anne et Param V. Potluri
- Société de production : Matinee Entertainments et PVP Cinema
- Pays :  Inde
- Langue : Télougou
- Genre : Thriller
- Durée : 110 minutes
- Dates de sorties en salles :
  -  Inde : 26 février 2016

## Distribution
- Adivi Sesh : Rishi
- Adah Sharma : Shwetha
- Anasuya Bharadwaj : la commissaire adjointe de police Jaya
- Satyadev Kancharana : Karthik
- Vennela Kishore : Babu Khan
- Ravi Varma : Bobby
- Satyam Rajesh : Chowdary
- Dolly : Riya

## Distinctions
Le film a été nommé pour trois Filmfare Awards South : meilleur film, meilleur réalisateur et meilleure second rôle féminin pour Anasuya Bharadwaj.

## Postérité
Baaghi 2 : Le Rebelle est un remake du film en hindi en même temps qu'une suite au film Baaghi de 2016.